# Museo virtuale del Garofalo
Il Museo Virtuale del Garofalo, conosciuto anche come MuViG, è una collezione digitale allestita nella casa natale del pittore Benvenuto Tisi da Garofalo, ubicata nella località di Garofolo del comune di Canaro, in provincia di Rovigo. A seguito di un profondo restauro dell’antico edificio è stato ricavato un polo culturale di valorizzazione della figura del Garofalo e del contesto polesano, proponendo la riproduzione virtuale dell’intero corpus di dipinti del Tisi e l’esposizione di un’opera originale in prestito permanente da collezione privata. Il MuViG è il primo museo virtuale dedicato alla pittura e il suo logo rappresenta un garofano stilizzato. È di proprietà del Comune di Canaro, fa parte della rete del Sistema Museale Provinciale del Polesine e viene gestito dalla società Pop Out Cultura di Rovigo.

## Storia

### Casa del Garofalo

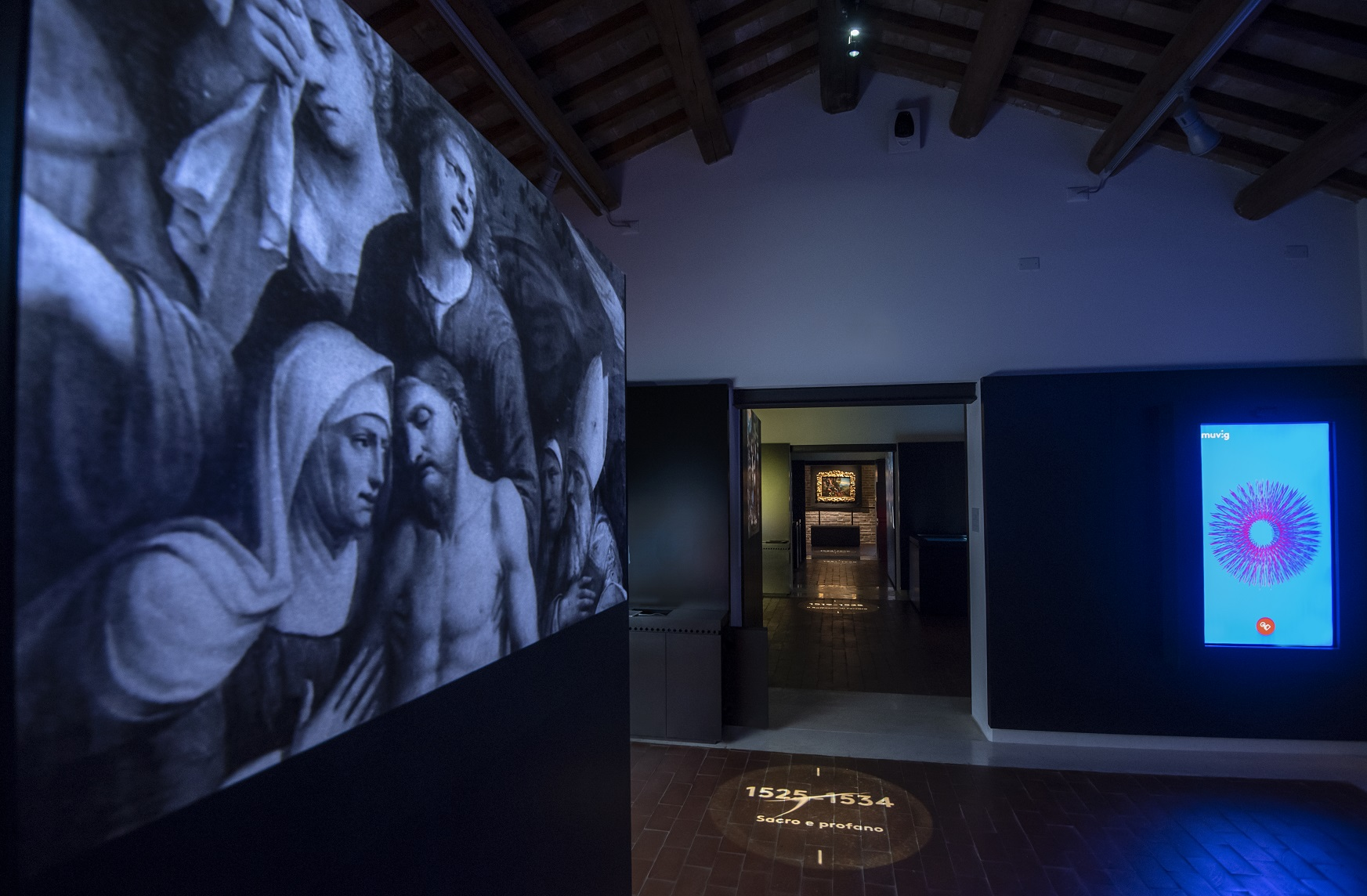
Una sala espositiva del MuViG - Museo Virtuale del Garofalo

La dimora natale di Benvenuto Tisi è l’edificio più antico nel circondario di Canaro. Alcuni documenti attestano la residenza della famiglia Tisi sin dal XIV secolo. Che Canaro fosse il paese natale del pittore è testimoniato dalla letteratura artistica e rafforzato dallo stesso nome per cui il Tisi è universalmente noto, Garofalo, con il suo vezzo di apporre talvolta come propria firma un piccolo garofano. A seguito di una lunga querelle riguardo all’anno di nascita del pittore, la critica odierna propende per il 1481, a ridosso della Guerra del Sale tra la Repubblica di Venezia e il Ducato Estense, che costrinse la famiglia Tisi a migrare a Ferrara. Un primo intervento sul fatiscente stabile risale al 1872, in occasione dell’inaugurazione del suo busto bronzeo, poi musealizzato alla Pinacoteca nazionale di Ferrara e tornato a Garofalo nel 2019. Riconosciuto monumento nazionale, venne restaurato nel 1937 e ancora nel 1954, a seguito della devastante alluvione del Po. La casa fu abitata anche dal medico e deputato socialista Galileo Beghi, a cui seguì l’appello di Gian Antonio Cibotto per riportare il Garofalo nella sua casa natale.

### Recupero dell'edificio
Malgrado i ripetuti interventi conservativi l’edificio ha richiesto un lungo e profondo restauro dal 2008 al 2015, promosso dall’Amministrazione Comunale. Il progetto ha restituito l'originario aspetto di tipica casa rustica polesana, con inserti architettonici contemporanei. Il corpo di fabbrica adiacente, di costruzione postuma e destinato a deposito per attrezzi e fienile, è oggi sede dell’esposizione museale. Il risultato è un complesso polivalente dotato di una collezione virtuale e spazi per esposizioni temporanee, convegni ed iniziative culturali di promozione del patrimonio locale. L’abitazione ha assunto così una nuova veste funzionale, coerente con le nuove esigenze distributive e di accessibilità.

## Collezione virtuale

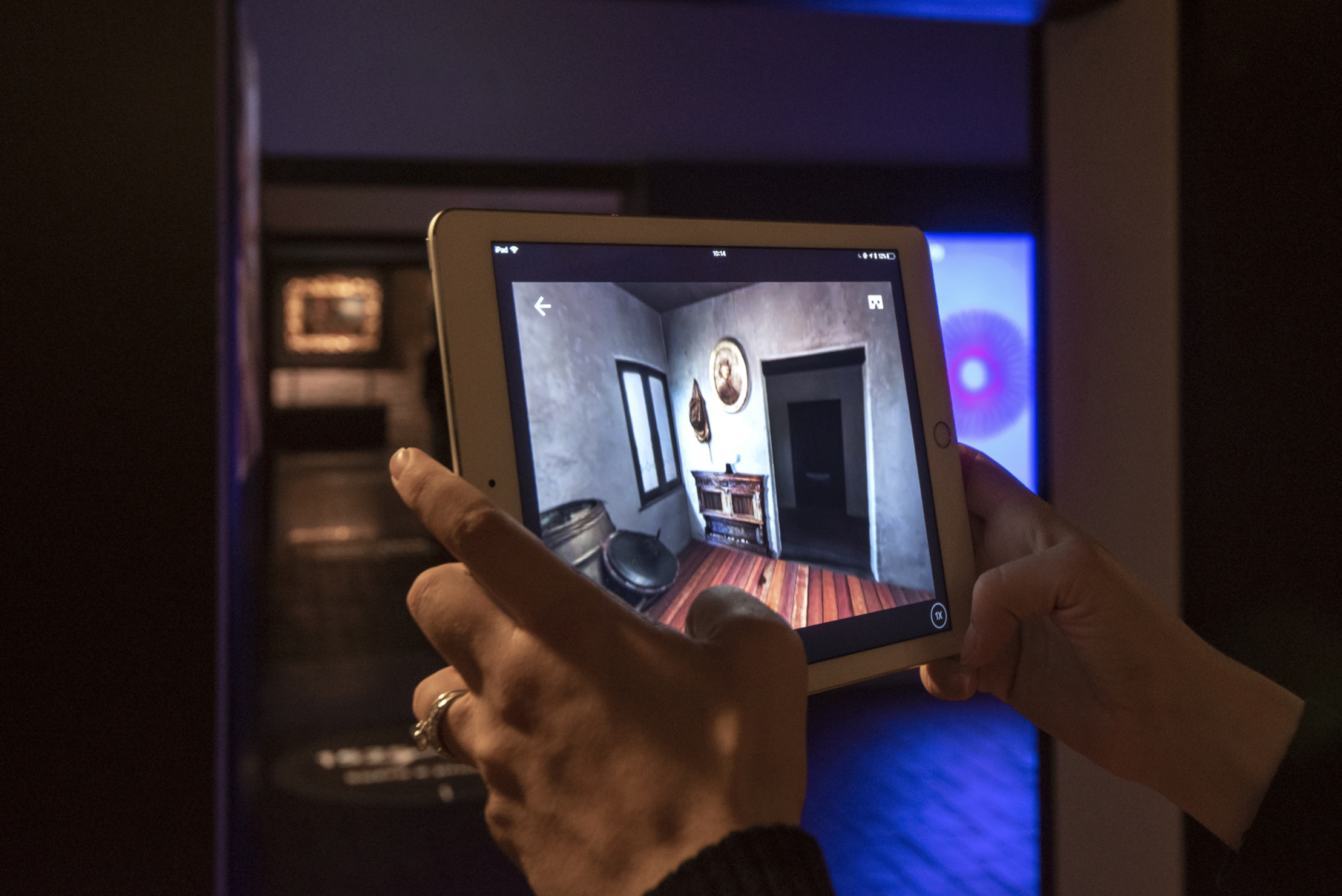
Dispositivi multimediali del MuViG - Museo Virtuale del Garofalo

Il progetto museografico è stato promosso in occasione della mostra monografica del 2008 Garofalo. Pittore della Ferrara Estense al Castello Estense di Ferrara, realizzato a cura dello Studio Olivieri Office, specializzato in nuove tecnologie applicate alla museografia, con la consulenza scientifica di Michele Danieli, uno dei curatori della mostra del 2008. La casa - museo propone la riproduzione delle opere ad oggi note del "Raffaello estense", circa cinquecento tavole conservate in oltre quaranta realtà museali internazionali con cui è stata stipulata una convenzione per il diritto d’immagine. Il percorso espositivo segue una disposizione cronologica in otto sale, su due piani, ognuna dedicata ad una fase dell’attività e della vita del pittore. Nella sala d'ingresso è disponibile un bookshop ed è conservato il busto in bronzo del Tisi, realizzato nel 1937 da Gino Colognesi. Il pubblico può usufruire di diversi supporti tecnologici, dalle proiezioni dei dipinti ad alta definizione a libri virtuali e ricostruzioni tridimensionali in Realtà aumentata. Sono inoltre installati tablet e touch screen per esplorare i dettagli dei dipinti e confrontarli con opere di altri artisti del Cinquecento, oltre a proporre giochi interattivi. Nell’ultima sala, a coronamento dell'esposizione interamente virtuale, è esposta una tavola originale raffigurante l'Orazione nell'Orto, dipinta ad olio dal Garofalo nel 1525 e concessa in prestito permanente da collezione privata. Dal 2019 il museo ha in comodato d'uso una Natività di Girolamo Scutellari della scuola Neo - estense di metà Ottocento. Il MuViG è attivo sui canali social e partecipa alla rassegna regionale delle Proloco del Veneto "Veneto spettacoli di mistero".